# Včelín (včelařství)

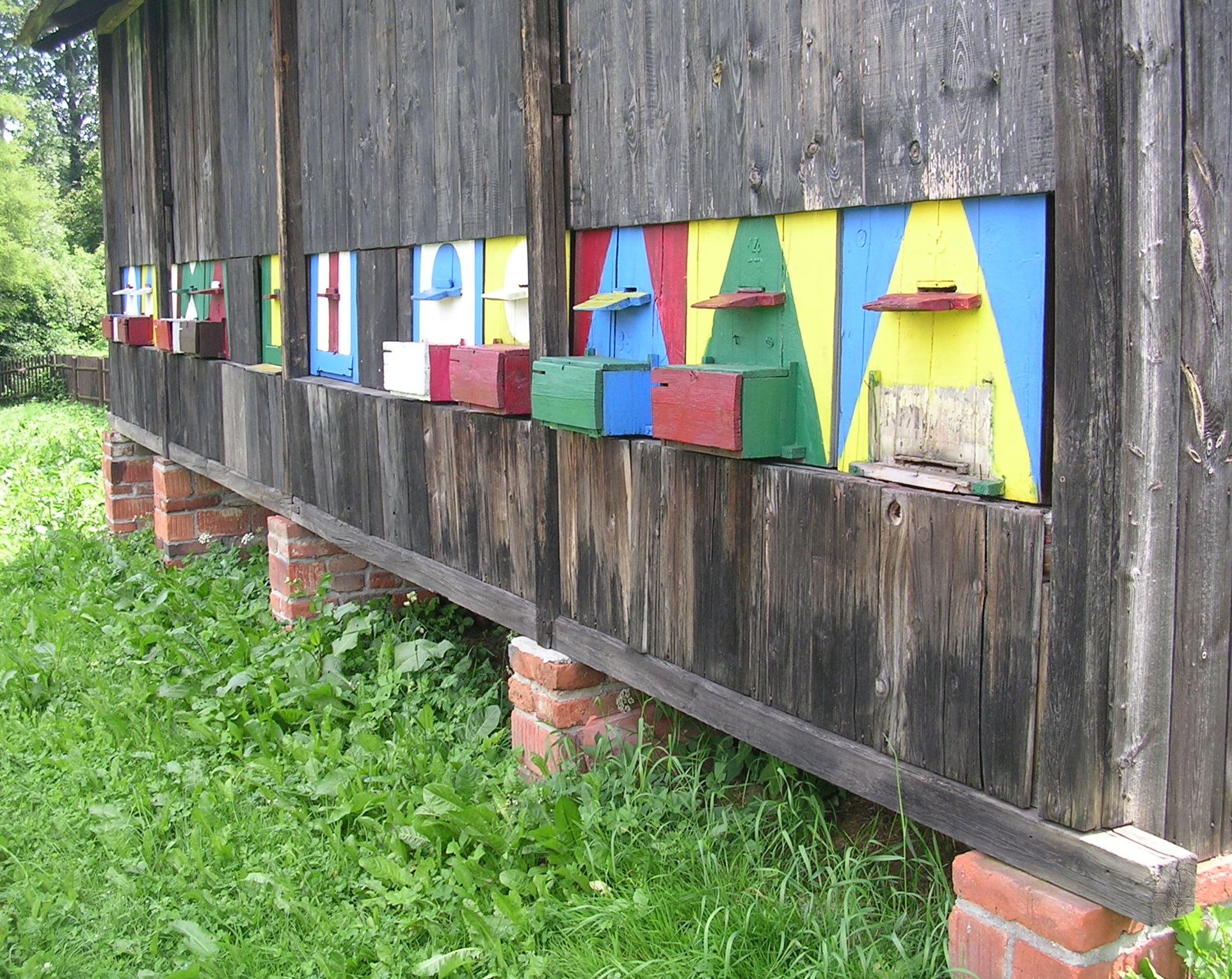
Včelín ze Sedlčan (Skanzen Vysoký Chlumec)

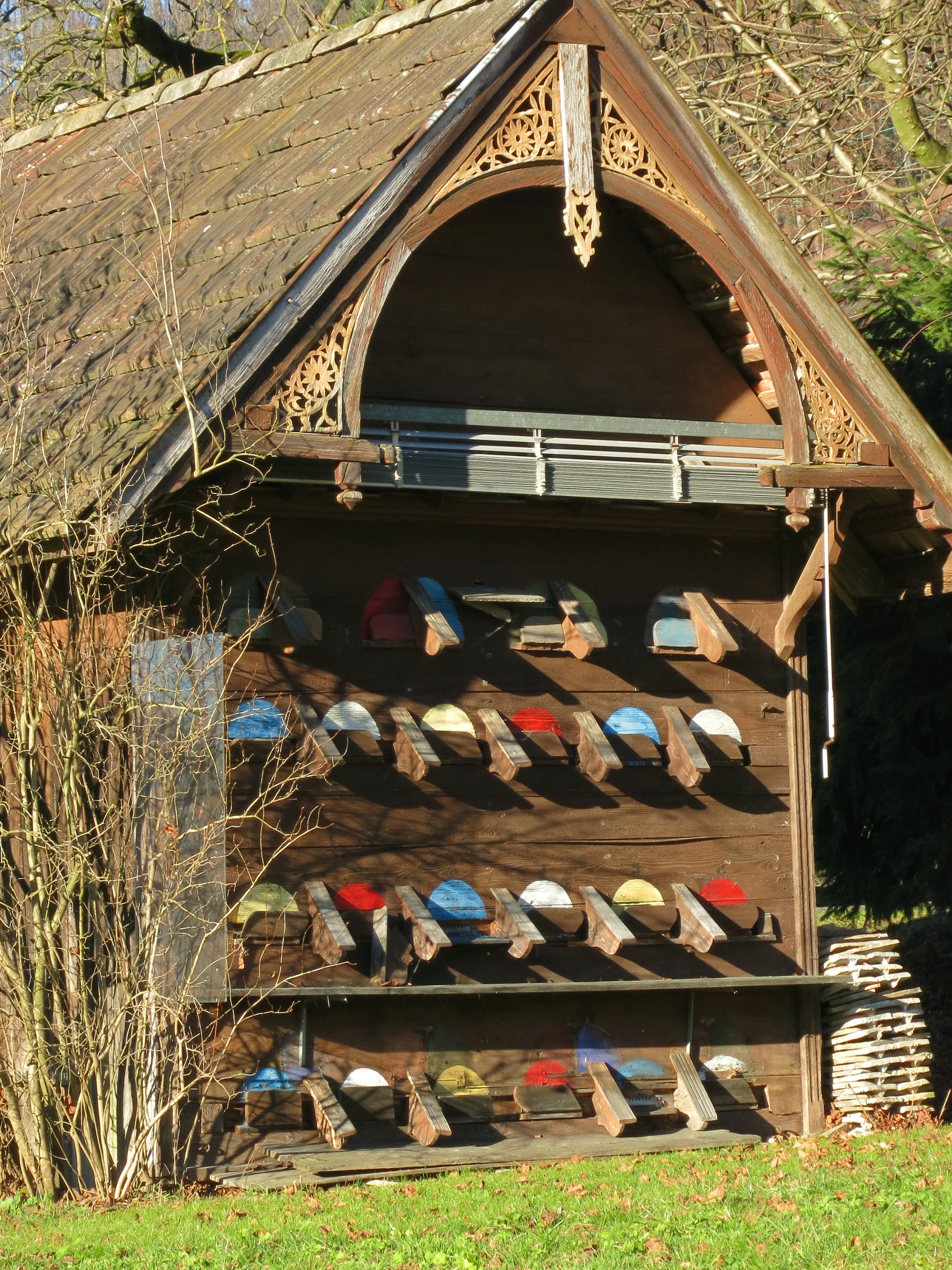
Velký včelín (včelí dům)

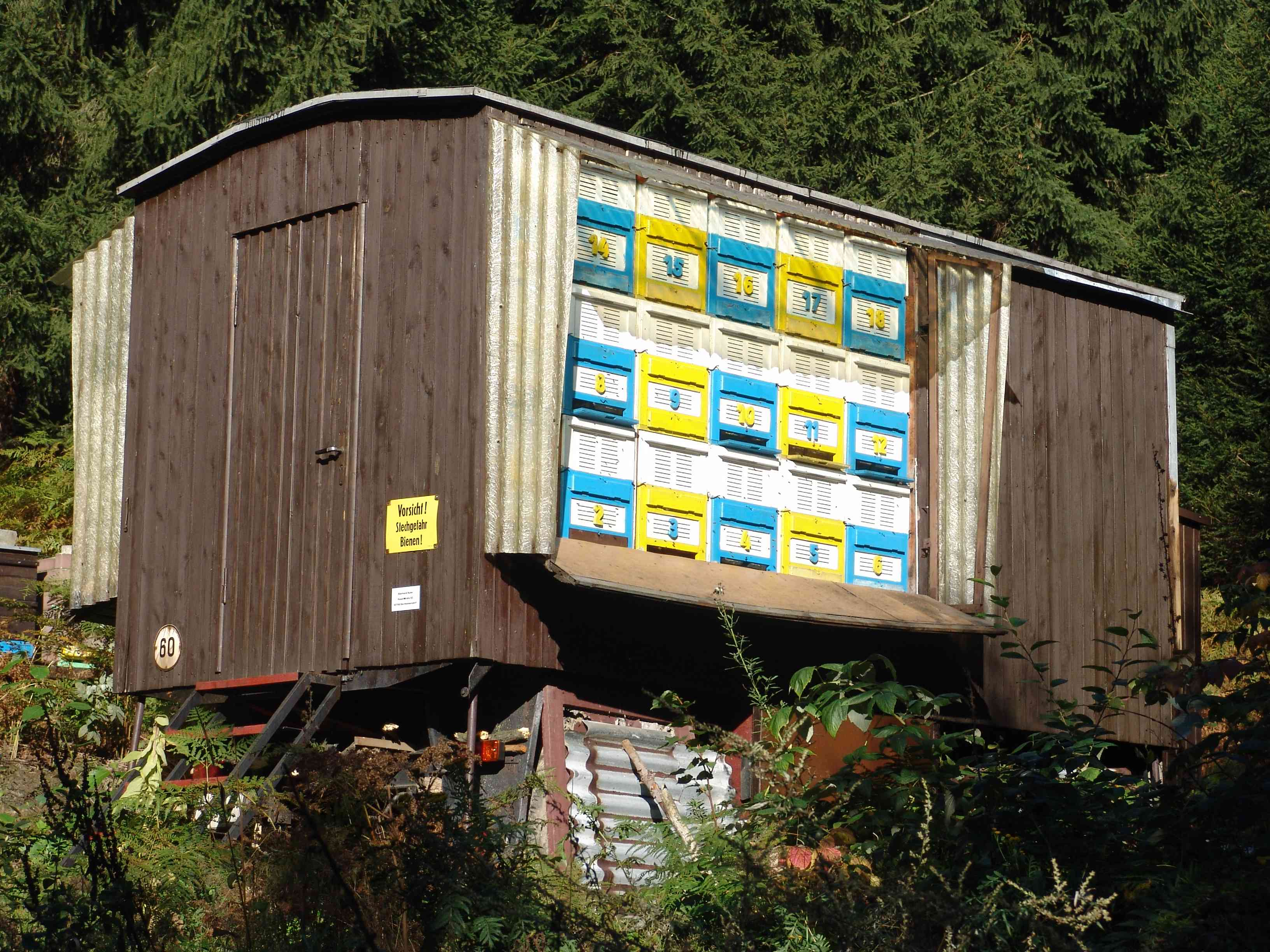
Maringotka přestavěná na včelín

Včelín je stavba určená pro umístění včelích úlu a chovu včel. Slouží k úkrytu úlů, k jejich ošetřování a ke sběru včelích produktů. Včelíny poskytuji včelaři ochranu před nepříznivými vlivy počasí, vetší komfort při práci a v neposlední řadě poskytují i lepší podmínky pro samostatná včelstva, než u volně stojících úlů.
V minulosti byly včely chovány v různých typech úlů, které byly vyrobeny z dřeva, slámy, hlíny a dalších přírodních materiálů. Včelíny, jako samostatné objekty, se začaly objevovat s příchodem moderního včelaření v 19. století, kdy byla objevena včelí mezera a vynalezeny rámkové a nástavkové úly, které usnadnily manipulaci s včelstvem a zvýšily efektivitu chovu.

## Konstrukce a typy
Konstrukce včelínu je obvykle jednoduchá a praktická, přizpůsobená potřebám včel a včelaře. Včelín má obvykle obdélníkový půdorys, tvořený z dřevěné konstrukce, muže být ale i zděný anebo může být součásti jiné stavby. Může mít sklápěcí přední stěnu, která umožňuje přizpůsobení podle ročních období a aktuálního počasí. Uvnitř včelínu jsou umístěny včelí úly. Je důležité, aby byly úly dobře přístupné pro včelaře a zároveň chráněné před nepříznivými vlivy počasí. Součástí bývá základní včelařské nářadí a vybavení, ve větších včelínech může být umístěn i medomet pro vytáčení medu. Včelíny jsou nejčastěji pevné ale existuji i mobilní, kde včelař muže se včelami kočovat na jiná místa, velmi často se jako mobilní včelíny používají upravené pojízdné maringotky.